# Болдарєв Олег Миколайович
Олег Миколайович Болдарєв (нар. 1 березня 1952, тепер Російська Федерація) — український радянський діяч, оператор, майстер-технолог Одеського припортового заводу імені Комсомолу України. Депутат Верховної Ради УРСР 10—11-го скликань.

## Біографія
Освіта середня спеціальна.
У 1970—1977 роках — слюсар Невинномиського хімічного комбінату Ставропольського краю; майстер професійно-технічного училища.
У 1977—1985 роках — оператор цеху аміаку № 1 Одеського припортового заводу імені Комсомолу України. З 1985 року — майстер-технолог Одеського припортового заводу імені Комсомолу України.
Потім — на пенсії в місті Одесі.

## Нагороди
- ордени
- медалі